# 缆索运输

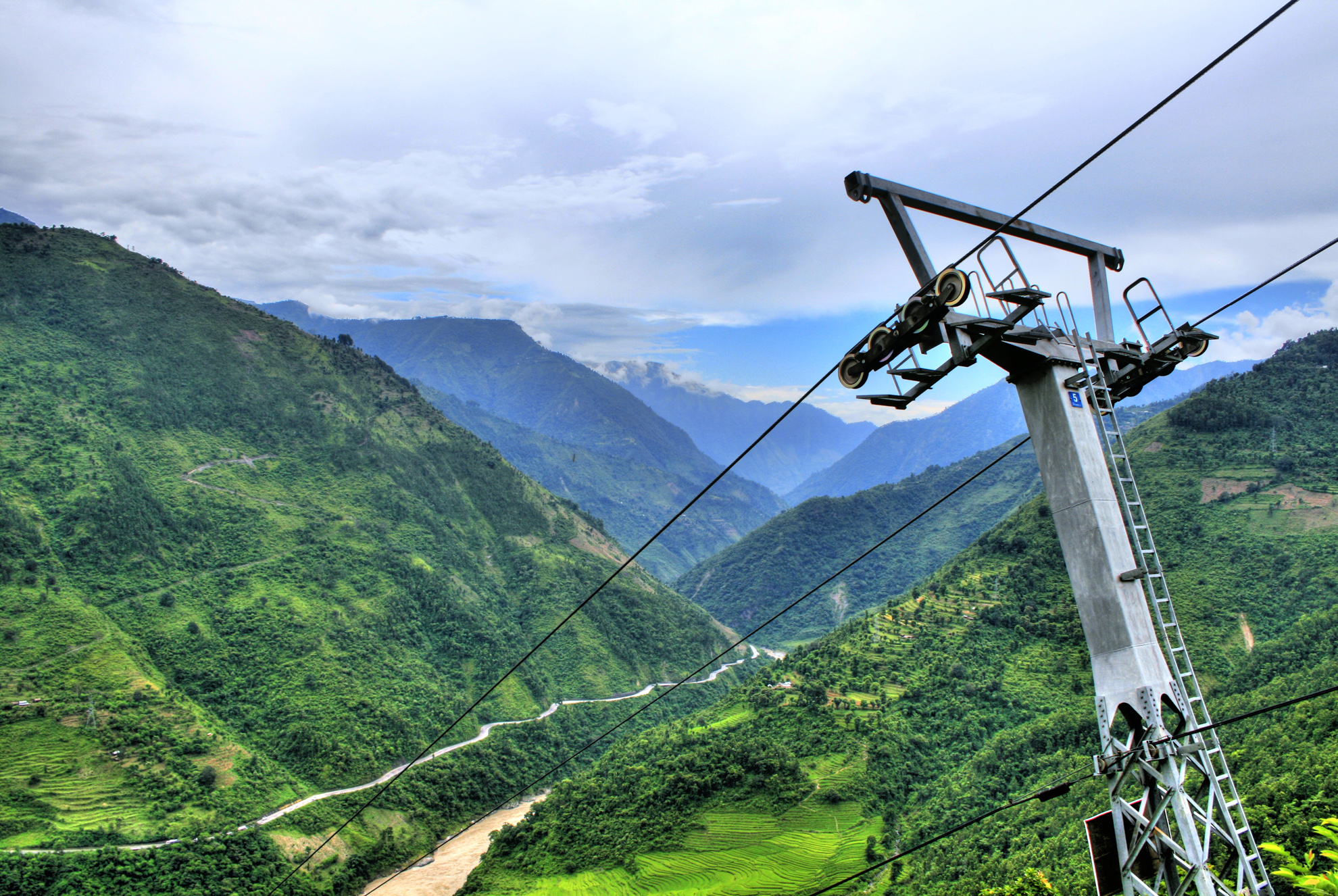
尼泊尔的一条架空索道

缆索運輸，通稱索道運輸或索道交通，是指由动力驱动，利用柔性绳索牵引运载工具运送人员或物料的运输系统:27，对地形适应性强，爬坡能力大，相比其它运输方式具有安全、快捷、节能、环保、低碳等特点。:1

## 类型

### 架空索道
架空索道又称空中缆车、吊车，指以架空的柔性绳索承载，用来运输物料或人员的索道:27，架空索道一般分为循环式索道和往复式索道两种:389。

#### 循环式索道

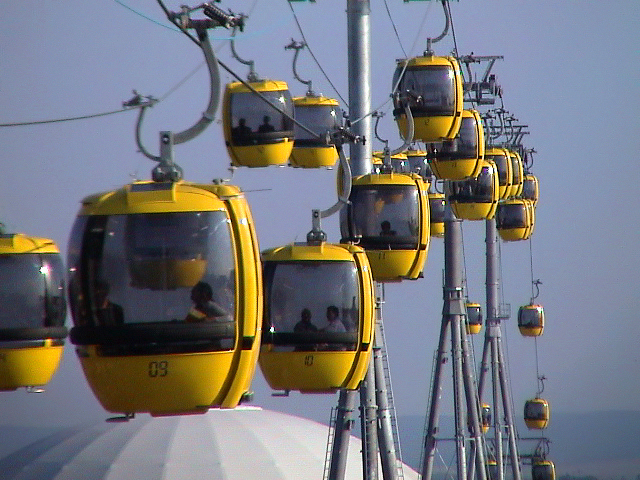
汉诺威世博会上的循环式索道

循环式索道上會有多輛吊具，拉動的鋼索是一個完整的圆环，套在兩端的驅動輪及迂迴輪上。當吊具由起點到達終點後，經過迂迴輪回到起點循環。台北貓空纜車屬循環式索道。循環式索道通常為單線式，但部分较新的循環式索道亦有采用複線式。
循環式索道可再分為：
- 固定抱索式：吊具正常操作時不會放開鋼索，所以同一鋼索上所有吊車的速度都會一樣。有的固定抱索式索道，吊具平均分佈在整條鋼索上之上，鋼索以固定的速度行走。這種設計最為簡單，但缺點是速度不能太快（一般為每秒一米左右），否則乘客難以上落。亦有的固定抱索式索道採用脉動設計，把吊車分成4、6、或8組，每組由3至4輛車組成，組與組之間的距離相同。同組的吊具同時在車站上下乘客，當其中一組吊具在站內時，鋼索及各組車同時放慢速度。吊具離開車站後，一起加速行駛。這種索道行駛速度較慢（站內每秒0.4米，站外每秒4米左右），乘客上下容易，而且距離不能太長，運載能力亦有限。[3]

- 脫掛式：亦稱脫開掛結式。吊具以彈簧控制的鉗扣握在拉動的鋼索上。當吊具到達車站後，吊具扣壓鋼索的鉗會放開，吊具減速後讓乘客上落。離開車站前，吊具會被機械加速至與鋼索一樣的速度，吊具上的鉗再緊扣鋼索，循環離開。這種索道的速度較快（站外每秒6米）而且運載能力大。[3]

#### 往复式索道

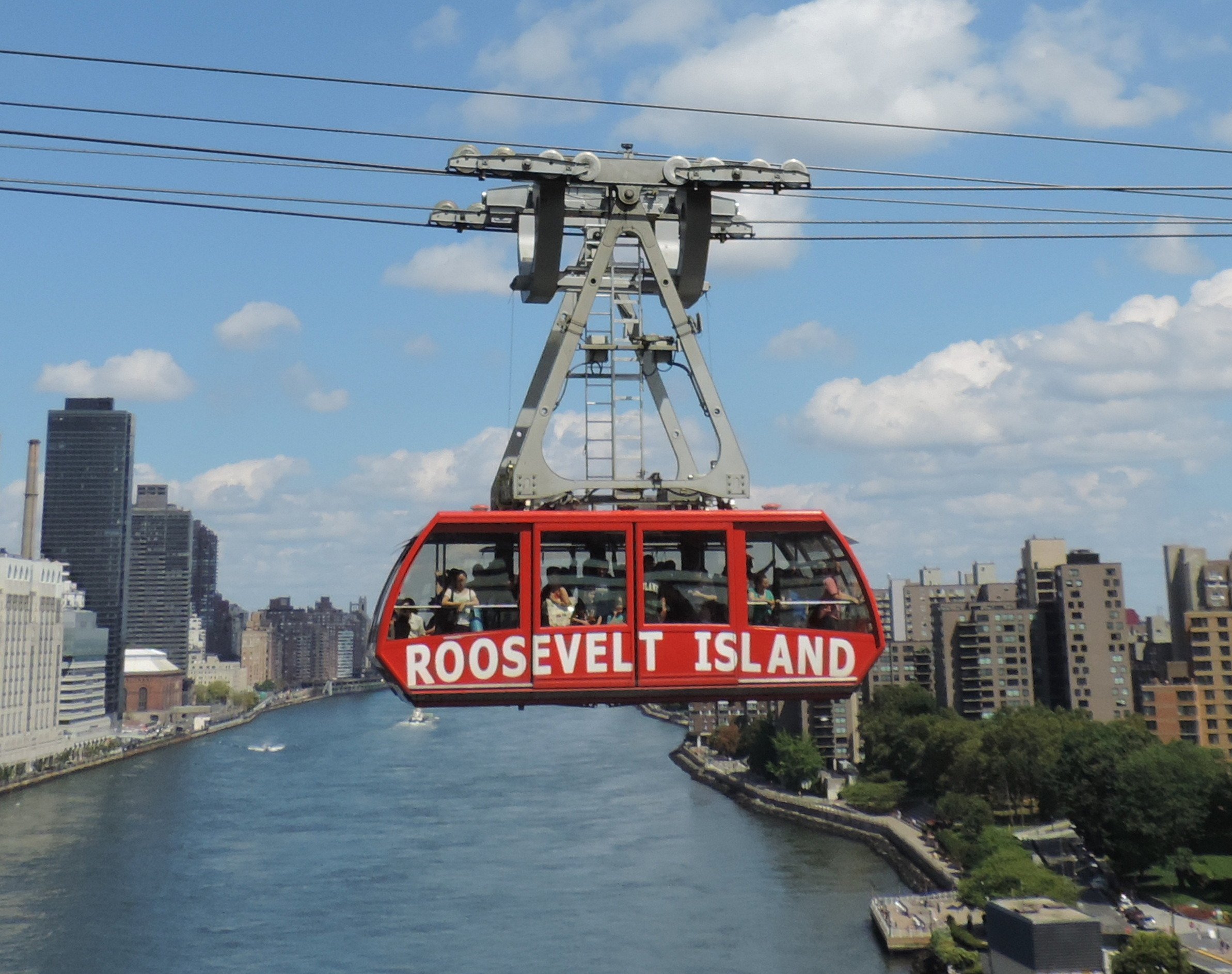
连接纽约曼哈顿岛和罗斯福岛的往复式索道

往复式索道上只有一對車厢，當其中一輛上山時，另一輛則下山。兩輛車到達車站後，再各自向反方向行走。這種索道稱為往复式索道。往復式索道的車厢的每輛載客量一般較多，可以達每輛100人，而且爬坡力較強，抗風力亦較好。往復式索道的速度可達每秒8米。其中载重最大的重庆长江索道的满载载重量高达17吨，最高可载170名旅客。
往复式索道按支持及牽引的方法，可以分為2种：
- 單線式：使用一條鋼索，同時支持吊厢的重量及牽引吊厢。
- 複線式：使用多條鋼索。其中用作支持車厢重量的一或兩條鋼索是不會動的，其他鋼索則負責拉動車厢。

### 地面缆车

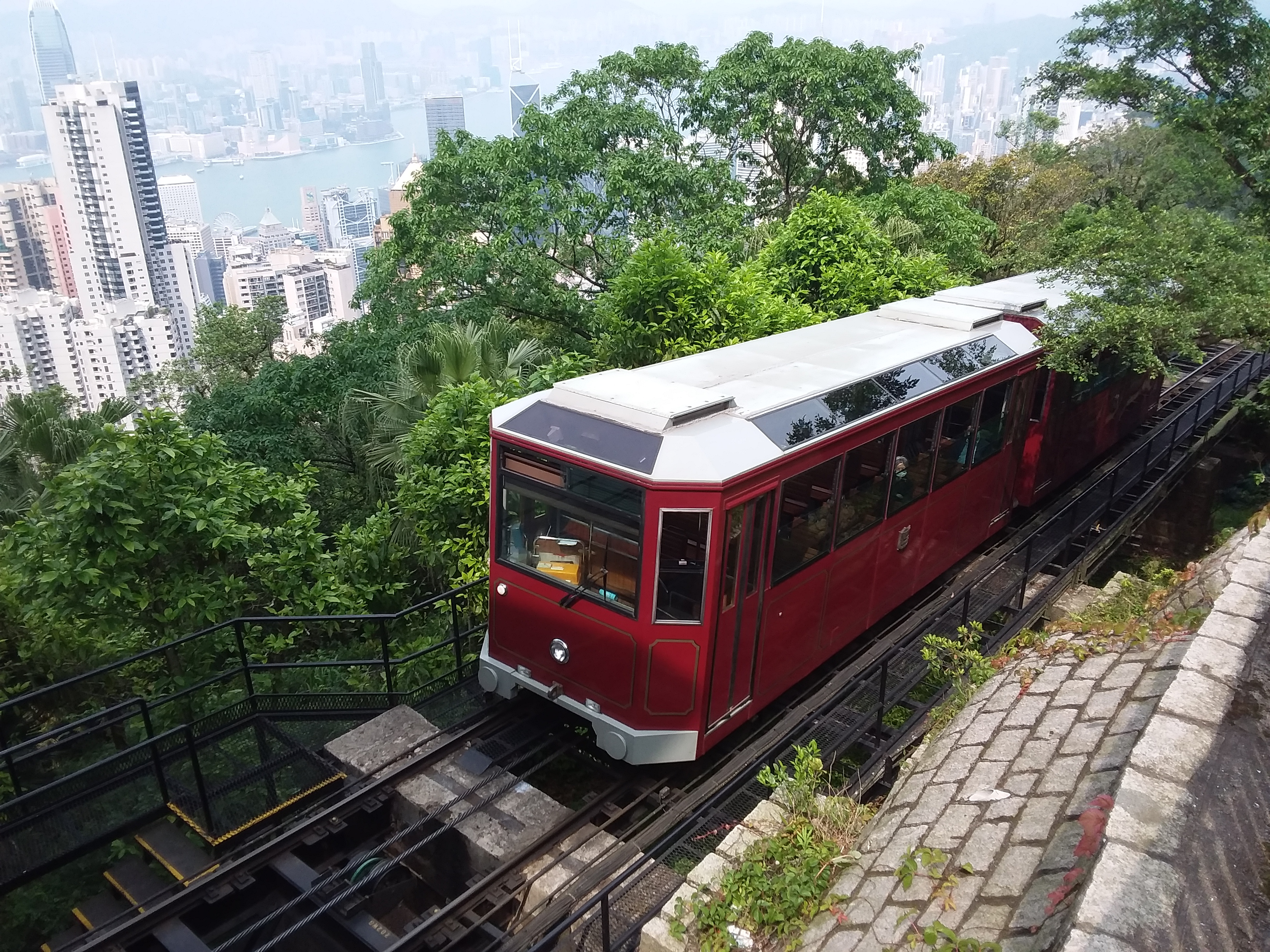
香港的山顶缆车

地面纜車亦稱作纜車，是種結合索道與登山鐵路技術的運輸工具：用纜索牵引形似有軌電車的車廂，在陡峭路軌上拖拉行走。纜車的動力裝置放在車站內，車上的机械结构很簡單，故此非常適合攀爬非常陡的山坡。纜車可攀爬的坡度可達122%，超過齒軌鐵路等登山鐵路技術。

### 拖牵索道

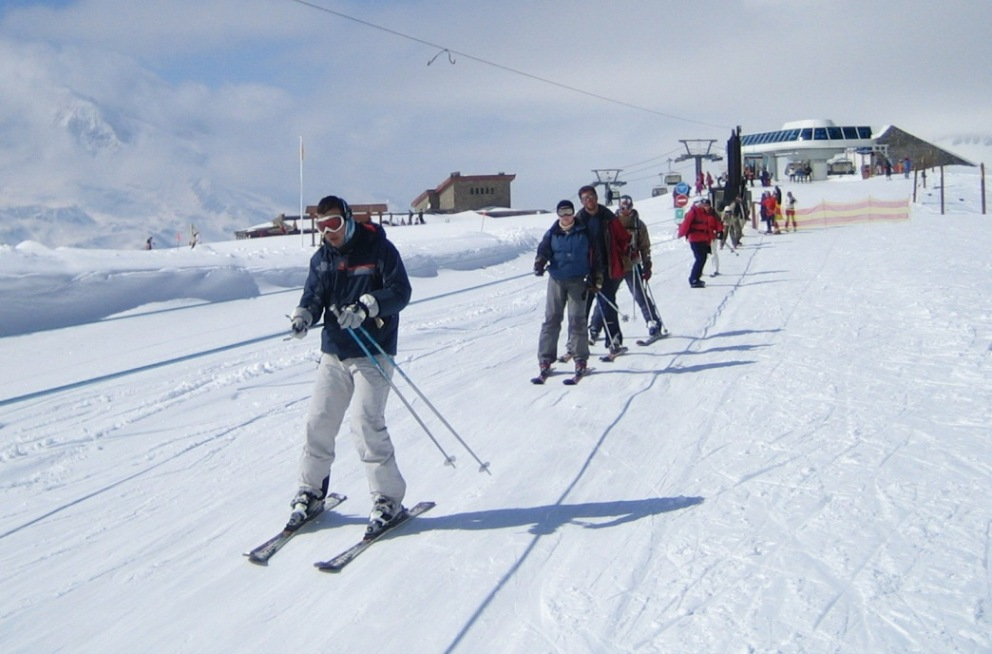
滑雪场的低位拖牵索道

拖牵索道是在地面上运送乘客的索道:30，是一种专门用于滑雪场的索道，结构简单，建设成本低。其原理和设备与连续循环固定抱索器式索道相同，依靠拖牵索通过抱索器与可伸缩的拖牵器固定，从而在雪道上运输乘客:404。拖牵索道可分为高位拖牵索道和低位拖牵索道两种。

## 外部連結
- 国际缆索运输协会 （页面存档备份，存于）